# 新北市私立莊敬高級工業家事職業學校
25°01′49″N 121°30′46″E / 25.030390°N 121.512795°E
新北市私立莊敬高級工業家事職業學校，簡稱莊敬高職，是一所位於台灣新北市的私立高中職業學校。

## 沿革
原名平民中學，於1922年創辦於山西太原，因國共內戰停辦，校舍後為北京市第四十一中学所用。1959年在台復校，延用「平民中學」校名。先辦初中，又於1968年升辦高中，且兼辦附設高級工商職業類科，並附設補校夜間部。1973年更名為莊敬中學，校名取自《禮記·表記》：「君子莊敬日強。」1979年更名為莊敬高中。2016年起租用原金甌女中永和分部的校舍，命名為永和校區。

## 校訓
莊敬自強、純正勤樸